# 행렬 분해
행렬 분해(行列分解, 영어: matrix decomposition)는 행렬을 특정한 구조를 가진 다른 행렬의 곱으로 나타내는 것을 의미한다. 행렬분해는 선형 방정식의 해를 구하거나, 행렬 계산을 효율적으로 하거나, 행렬의 특정 구조를 밝히는 등의 목적으로 사용된다.

## 응용
수치 해석에서 효율적인 행렬 알고리즘(매트릭스 알고리즘)을 구현하기 위해 같은 대상의 행렬일지라도 상황에따른 각기 다른 분해가 사용된다.
예를 들어, 선형 연립 방정식 {\displaystyle Ax=b}의 시스템을 풀 때 행렬 A는 LU 분해를 통해 분해 될 수 있다. LU 분해는 행렬을 하부 삼각 행렬 L 및 상부 삼각 행렬 U로 분해한다. 시스템 {\displaystyle L(Ux)=b} 및 {\displaystyle Ux=L^{-1}b}은 원래 시스템 {\displaystyle Ax=b}와 비교할 때, 더 적은 수의 덧셈과 곱셈을 필요로하지만 부동 소수점과 같은 부정확하고 복잡한 연산에서 훨씬 더 많은 자릿수의 데이터가 계산과정에서 요구될 수 있다.
한편, QR 분해는 Q를 직교 행렬로 해서, QR을 A로 표현하고, R은 상 삼각 행렬을 표현한다. 시스템 Q (Rx) = b는 Rx = QTb = c에 의해 해결되고 시스템 Rx = c는 후진대입(back substitution)에 의해 해결된다. 필요한 추가 및 곱셈의 수는 LU 분해를 사용하는 것의 약 두 배이지만, QR 분해가 수치적으로 안정하므로 부동 소수점과 같은 연산에서 더 이상 부수적인 데이터가 필요하지는 않게된다.

## 선형 방정식과 관련한 분해
- LU 분해
- QR 분해
- 계수 인수분해
- 촐레스키 분해

## 고윳값에 근거한 분해
- 고유값 분해
- 조르단 분해
- 슈어 분해
- QZ 분해
- 특잇값 분해
- 다카기 분해(高木 decomposition)

## 다른 분해 방법들
- 극분해
- 모스토우 분해
- 싱크혼 일반 형식
- 윌리엄슨 일반 형식
- 비음수 행렬 분해

## 같이 보기
- 행렬의 인수분해